# 邵羲
邵羲（1874年—1918年）原名孝义，字仲威，号蕙孙，后更名羲，浙江杭县人。清朝及中华民国法学家、政治人物。

## 生平
邵羲是清朝廪贡生，袭云骑尉世职。曾任上海南洋公学译书院东文译员，1906年上海预备立宪公会会员兼会刊编辑员。1910年，邵羲当选资政院浙江省民选议员，自1910年9月至1912年初在任。宣统三年（1911年）2月，他和方表、沈钧儒等人创办《法政杂志》。
1918年，邵羲逝世。

## 著作
- 邵羲 译，学校管理法问答，上海：商务印书馆，清光绪28年
- 邵羲 译，地文学问答，上海：商务印书馆，清光绪32年
- 邵羲 译，日本宪法解，上海：预备立宪公会编辑所
- 邵羲 编，十九世纪列国政治文编，教育世界社，清光绪29年
- 秦瑞玠、张家镇、汤一鹗、邵羲、孟森、孟昭常编，商法调查案理由书（第一编公司），上海：预备立宪公会编辑所，清宣统元年
- 邵羲 编，行政法总论，民国二年再版
- 邵羲、李光第编，行政法各论，民国二年再版
- 邵羲 编，刑事诉讼律释义，上海：中华书局，民国二年
- 邵羲 编，民律释义，上海：中华书局，民国八年
- 邵羲，论借外债筑路之利害，载 外交报1909年2月第232期
- 邵羲，论府厅州县自治，载 法政杂志1911年第5期[1]